# Немецкий музей архитектуры
Немецкий музей архитектуры (нем. Deutsches Architekturmuseum, DAM) — архитектурный музей, основанный в 1984 году и находящийся на Музейной набережной во Франкфурте-на-Майне.

## История
Идея создания музея возникла во время строительства Набережной музеев в 1970-х. Основателем выступил историк искусства Хайнрих Клотц (нем. Heinrich Klotz; 1935—1999).
Музей разместился в неоклассической резиденции 1912 года. В 1979—1984 годах её реконструктовал Освальд Матиас Унгерс, создав «дом внутри дома» — внешние стены остались нетронуты, пространство внутри стало одним из первых примеров ревитализации исторических зданий. По мнению автора, внутри было создано «чистое пространство, граничащее с самой сущностью архитектуры».
Музей был открыт 1 июня 1984 года с выставкой «Пересмотр модерна». Он стал первым архитектурным музеем Европы. После этого несколько лет вокруг музея шли дебаты про постмодернизм. Музей был задуман как место для образовательных мероприятий и разработки градостроительной политики.

## Коллекция
По состоянию на 2020 год, в музее хранится порядка 200 тысяч архитектурных чертежей, 1320 моделей, а также собрания изображений и элементов фурнитуры. Большая часть коллекции посвящена архитектуре XX век, небольшая — архитектуре XVIII и XIX веков.